# Estelle Parsons
Estelle Parsons, nome completo Estelle Margaret Parsons (Marblehead, 20 novembre 1927), è un'attrice statunitense.
Vinse il premio Oscar alla miglior attrice non protagonista nel 1968 per l'interpretazione in Gangster Story.

## Biografia
Figlia di Elinor Ingeborg Mattsson e di Eben Parsons, ha origini svedesi da parte di madre e britanniche da parte di padre.
Dopo essersi formata all'Actors Studio, Estelle Parsons divenne un'affermata attrice teatrale, recitando a Broadway in drammi come Good People e August: Osage County e anche in alcuni musical, tra cui Nice Work If You Can Get It.. Debuttò sul grande schermo relativamente tardi, all'età di 35 anni, raggiungendo l'apice della carriera nel 1967 con l'interpretazione della nevrastenica Blanche, cognata e complice di Clyde (Warren Beatty) nel film Gangster Story di Arthur Penn. Per questo ruolo di donna isterica, costretta controvoglia a diventare una fuorilegge, la Parsons ottenne il premio Oscar alla miglior attrice non protagonista.
L'anno successivo ottenne un'altra candidatura all'Oscar per il film La prima volta di Jennifer (1968), per la regia di Paul Newman, nel quale interpretò il memorabile ruolo di una fanatica religiosa con tendenze lesbiche. Dopo un altro ruolo di coprotagonista nel crepuscolare Un uomo senza scampo (1970) di John Frankenheimer, l'attrice faticò a trovare ruoli interessanti e proseguì la carriera lavorando soprattutto per il palcoscenico e per il piccolo schermo, dove fu protagonista della serie televisiva Roseanne, dal 1988 al 1997.
Un significativo ritorno al cinema avvenne negli anni novanta, prima con il ruolo di Mrs. Truehart in Dick Tracy (1990) di Warren Beatty, poi con l'apparizione nella commedia A proposito di donne (1994) di Herbert Ross, quindi con l'interpretazione della regina Margherita d'Angiò nel film Riccardo III - Un uomo, un re (1996), diretto da Al Pacino, in cui apparve anche nel ruolo di se stessa. Nel 2016 prese parte alla serie tv Grace and Frankie, in cui interpreta per due puntate il ruolo di Babe, amica di lunga data di Grace e Frankie.

## Filmografia parziale

### Cinema
- Gangster Story (Bonnie and Clyde), regia di Arthur Penn (1967)
- La prima volta di Jennifer (Rachel, Rachel), regia di Paul Newman (1968)
- Come ti dirotto il jet (Don't Drink the Water), regia di Howard Morris (1969)
- L'uomo caffelatte (Watermelon Man), regia di Melvin Van Peebles (1970)
- Un uomo senza scampo (I Walk the Line), regia di John Frankenheimer (1970)
- Anello di sangue (I Never Sang for My Father), regia di Gilbert Cates (1970)
- Two People, regia di Robert Wise (1973)
- Ma chi te l'ha fatto fare? (For Pete's Sake), regia di Peter Yates (1974)
- Lemon Sisters (The Lemon Sisters), regia di Joyce Chopra (1989)
- Dick Tracy, regia di Warren Beatty (1990)
- A proposito di donne (Boys on the Side), regia di Herbert Ross (1995)
- Riccardo III - Un uomo, un re (Looking for Richard), regia di Al Pacino (1996)
- Operazione Gatto (That Darn Cat), regia di Bob Spiers (1997)

### Televisione
- La parola alla difesa (The Defenders) – serie TV, 1 episodio (1963)
- The DuPont Show of the Week – serie TV, 1 episodio (1964)
- The Patty Duke Show – serie TV, 1 episodio (1964)
- The Nurses – serie TV, episodio 3x23 (1965)
- Le cause dell'avvocato O'Brien (The Trials of O'Brien) – serie TV, episodio 1x15 (1966)
- New York Television Theatre – serie TV, 1 episodio (1967)
- Medical Center – serie TV, 1 episodio (1972)
- Love, American Style – serie TV, 1 episodio (1972)
- Great Performances – serie TV, 2 episodi (1971-1974)
- NBC Special Treat – serie TV, 1 episodio (1976)
- Captain Kangaroo – serie TV, 1 episodio (1977)
- Arcibaldo (All in the Family) – serie TV, 3 episodi (1976-1978)
- Backstairs in the White House – serie TV, 4 episodi (1979)
- Archie Bunker's Place – serie TV, 1 episodio (1979)
- American Playhouse – serie TV, 1 episodio (1982)
- Il tocco di un angelo (Touched by an Angel) – serie TV, 1 episodio (1997)
- 100 Centre Street – serie TV, 1 episodio (2001)
- Law & Order - Unità vittime speciali (Law & Order: Special Victims Unit) – serie TV, 1 episodio (2002)
- Frasier – serie TV, 2 episodi (2004)
- Empire Falls - Le cascate del cuore (Empire Falls) – serie TV, 2 episodi (2005)
- The Good Wife – serie TV, 1 episodio (2013)
- Pappa e ciccia (Roseanne) – serie TV, 61 episodi (1989-2018)
- Grace and Frankie – serie TV, 3 episodi (2016-2019)
- The Conners – serie TV, 2 episodi (2018-2019)

## Teatro

### Attrice
- Happy Hunting, di Howard Lindsay, Russel Crouse, Harold Karr, Matt Dubey. Majestic Theatre di Broadway (1956)
- Whoop-Up, di Cy Feuer, Ernest H. Martin, Dan Cushman, Normal Gimbel, Moose Charlap. Shubert Theatre di Broadway (1958)
- Pieces of Eight, di autori vari. Upstairs at the Downstairs dell'Off Broadway (1959)
- Beg, Borrow or Steald, di Bud Freeman e Leon Pober. Martin Beck Theatre di Broadway (1960)
- L'opera da tre soldi, di Bertolt Brecht e Kurt Weill. Lucille Lortel Theatre dell'Off-Broadway, Marines Memorial Theatre di San Francisco, New Music Box Theatre di Los Angeles (1960)
- Madre Coraggio e i suoi figli, di Bertolt Brecht. Al Hirschfeld Theatre di Broadway (1963)
- Ready When You Are, C. B.!, di Susan Slade. Brooks Atkinson Theatre di Broadway (1964)
- Malcolm, di Edward Albee. Shubert Theatre di Broadway (1966)
- The East Wind, di Leo Lehman e John Herbert McDowell. Vivian Beaumont Theatre di Broadway (1967)
- Vita di Galileo, di Bertolt Brecht. Vivian Beaumont Theatre di Broadway (1967)
- A Way of Life, di Murray Schisgal. August Wilson Theatre di Broadway (1969)
- We Bombed in New Haven, di Joseph Heller. University Theatre di New Haven (1967)
- The Seven Descents of Myrtle, di Tennessee Williams. Ethel Barrymore Theatre di Broadway (1968)
- Peer Gynt, di Henrik Ibsen. Delacorte Theatre dell'Off-Broadway (1969)
- Ascesa e caduta della città di Mahagonny, di Kurt Weill e Bertolt Brecht. Anderson Theatre dell'Off Broadway (1970)
- And Miss Reardon Drinks a Little, di Paul Zindel. National Theatre di Washington (1971)
- Colette, di Tom Jones, Harvey Schmidt ed Elinor Jones. Berkshire Theatre di Stockbridge (1974)
- Mert & Phil, di Anne Burr. Vivian Beaumont Theatre di Broadway (1974)
- The Norman Conquests, di Alan Ayckbourn. Morosco Theatre di Broadway, Ahmanson Theatre di Los Angeles (1975)
- Ladies at the Alamo, di Paul Zindel. Martin Beck Theatre di Broadway (1977)
- Miss Margarida's Way, di Roberto Athayde. Ambassador Theatre di Broadway (1977)
- Macbeth, di William Shakespeare. Kauai Community Players di Lihue (1978)
- Elizabeth and Essex, di Michael Stewart, Mark Bramble, Richard Engquist, Doug Katsaros. South Street Theatre dell'Off Off-Broadway (1980)
- The Pirates of Penzance, di Gilbert & Sullivan. Uris Theatre di Broadway (1980)
- Baba Goya, di Steve Tesich. McGinn/Cazale Theatre dell'Off Broadway (1989)
- My Mother Said I Never Should, di Charlotte Keatley. Hallie Flanagan Davis Powerhouse Theater di Poughkeepsie (1990)
- Miss Margarida's Way, di Roberto Athayde. Helen Hayes Theater di Broadway (1990)
- Forgiving Typhoid Mary, di Mark St. Germain. George Street Playhouse di New Brunswick (1991)
- Your Home In The West, di Rod Wooden. Steppenwolf Downstairs Theatre di Chicago (1991)
- Shimada, di Jill Shearer. Broadhurst Theatre di Broadway (1992)
- Signore e signori, di Alan Bennett. Steppenwolf Downstairs Theatre di Chicago (1994)
- The Shadown Box, di Michael Cristofer. Circle in the Square Theatre di Broadway (1994)
- Giorni felici, di Samuel Beckett. Hartford Stage di Hartford (1998)
- The Last of the Thorntons, di Horton Foote. Peter Norton Space dell'Off-Broadway (2000)
- Morning's at Seven, di Paul Osborn. Lyceum Theatre di Broadway (2002)
- Mother of Invention, di Alexandra Garsten-Vassilaros. Williamstown Theatre Festival di Williamstown (2003)
- The Day Emmy Married, di Horton Foote. 59E59 dell'Off Broadway (2004)
- Harold & Maude: The Musical, di Joseph Thalken e Tom Jones. Paper Mill Playhouse di Millburn (2005)
- Agosto, foto di famiglia, di Tracy Letts. Music Box Theatre di Broadway (2008), tour statunitense (2009)
- Trappola mortale, di Ira Levin. Noël Coward Theatre di Londra (2010)
- Good People, di David Lindsay-Abaire. Samuel J. Friedman Theatre di Broadway (2011)
- Le troiane, di Euripide. Theater at St. Clements dell'Off-Broadway (2011)
- Nice Work If You Can Get It, di Joe DiPietro, George & Ira Gershwin. Imperial Theatre di Broadway (2012)
- The Velocity of Autum, di Eric Coble. Arena Stage di Washington (2013), Booth Theatre di Broadway (2014)
- My Old Lady, di Israel Horovitz. Palm Beach Dramaworks di Palm Beach (2014)
- Off the Main Road, di William Inge. Williamstown Theatre Festival di Williamstown (2015)
- Unknown Soldier, di Michael Friedman e Daniel Goldstein. Williamstown Theatre Festival di Williamstown (2015), Playwright Horizonz dell'Off Broadway (2020)
- Out of the Mouths of Babes, di Israel Horovitz. Wesport Country Playhouse di Westport, Cherry Lane THeatre dell'Off Broadway (2016)
- Six Characters (a family album), di THeodora Skipitares. Ellen Stewart Theater dell'Off Broadway (2016)
- A Bright Room Called Day, di Tony Kushner. Public Theater dell'Off Broadway (2019)

### Regista
- Romeo e Giulietta, di William Shakespeare. Belasco Theatre di Broadway (1986)
- Macbeth, di William Shakespeare. Belasco Theatre di Broadway (1986)
- Come vi piace, di William Shakespeare. Belasco Theatre di Broadway (1986)
- Salomè, di Oscar Wilde. Ethel Barrymore Theatre di Broadway (2003)
- Gli ultimi giorni di Giuda Iscariota, di Stephen Adly Guirgis. Ellen Stewart Theatre dell'Off Broadway (2017)

## Riconoscimenti
- Premio Oscar
  - 1968 – Miglior attrice non protagonista per Gangster Story
  - 1969 – Candidatura per la miglior attrice non protagonista per La prima volta di Jennifer
- BAFTA
  - 1971 – Candidatura per la migliore attrice non protagonista per L'uomo caffelatte
- Drama Desk Award
  - 1978 – Miglior attrice per Miss Margarida's Way
  - 1984 – Candidatura per la miglior attrice per Orgasmo Adulto Escapes from the Zoo
- Laurel Awards
  - 1968 – Candidatura per la miglior star femminile non protagonista per Gangster Story
  - 1969 – Miglior star femminile non protagonista per La prima volta di Jennifer
- Tony Award
  - 1969 – Candidatura per la miglior attrice protagonista in un'opera teatrale per The Seven Descents of Myrtle
  - 1971 – Candidatura per la miglior attrice protagonista in un'opera teatrale per And Miss Reardon Drinks a Little
  - 1978 – Candidatura per la miglior attrice protagonista in un'opera teatrale per Miss Margarida's Way
  - 2002 – Candidatura per la miglior attrice non protagonista in un'opera teatrale per Morning's at Seven
  - 2014 – Candidatura per la miglior attrice protagonista in un'opera teatrale per The Velocity of Autumn

## Doppiatrici italiane
- Adriana De Roberto in Gangster Story, La prima volta di Jennifer
- Angiolina Quinterno in Riccardo III - Un uomo, un re
- Isa Di Marzio in Pappa e ciccia (1ª voce)
- Mirella Pace in Pappa e ciccia (2ª voce)
- Wanda Tettoni in Operazione Gatto
- Francesca Palopoli in Empire Falls - Le cascate del cuore
- Graziella Polesinanti in The Good Wife